# Chiplun
Chiplun ist eine Stadt im indischen Bundesstaat Maharashtra.
Die Stadt ist Teil des Distrikts Ratnagiri. Chiplun hat den Status eines Municipal Council. Die Stadt ist in 24 Wards gegliedert. Sie hatte am Stichtag der Volkszählung 2011 insgesamt 55.139 Einwohner, von denen 27.355 Männer und 27.784 Frauen waren. Hindus bilden mit einem Anteil von über 67 % die größte Gruppe der Bevölkerung in der Stadt gefolgt von Muslimen mit über 27 %. Die Alphabetisierungsrate lag 2011 bei 93,92 % und damit deutlich über nationalen Durchschnitt.
Die Stadt Chiplun ist das wirtschaftliche und kommerzielle Zentrum des Distrikts Ratnagiri. Die Stadt ist mit dem National Highway 66 und dem State Highway 78 verbunden.
Sehenswürdigkeiten die sich in der Nähe der Stadt befinden sind der Tempel Parshuram und der Tempel Bhawani Waghjai.